# Zombies en vacances
Pour plus de détails, voir Fiche technique et Distribution.
Zombies en vacances (en russe : Зомби каникулы 3D)  est un film russe réalisé par Kirill Kemnits sorti le 15 aout 2013. L'héroïne Natacha est interprétée par la super star russe Julia Volkova, ancienne membre du groupe t.A.T.u..

## Synopsis
Un virus venu de l'espace s'échappe d'un laboratoire et transforme les gens en zombies. Pendant ce temps des jeunes font la fête en ne se doutant pas du danger qui les menace. Mais bientôt les zombies passent à l'attaque en étant attirés par la peur de leurs victimes.

## Fiche technique
- Titre français : Zombies en vacances[1]
- Titre original : Зомби каникулы 3D, Zombi kanikuly 3D
- Titre anglais : Zombie Fever, Zombie Holidays 3D
- Réalisation : Kirill Kemnits
- Production : New Wave Productions [2], Mikhail Kupfer, Andrey Kupfer, Sergey Torchilin, Kemnits Yaroslav[3]
- Scénario : Kirill Kemnits, Sergey Torchilin[2]
- Musique : Dmitriy Noskov
- Montage : Kirill Kemnits, Brazgol Vadim
- Pays de production :  Russie
- Langue de tournage : russe
- Genre : comédie horrifique
- Durée: 95 min
- Date de sortie : 
  - Russie : 15 août 2013

## Autour du film
Zombi kanikuly 3D est produit par New Wave Production dans le style de films tels que Zombieland ou Shaun of the Dead.
Il est tourné à Minsk en Biélorussie. Principalement vers la mer de Minsk (be).

## Distribution
- Julia Volkova : Natacha[1]
- Aleksandr Efremov : Kostia
- Mikhail Efremov : Professor Doudikov
- Anton Zinovev : Ivan [4]
- Darya Torchilina : Victoria
- Valeriy Zelensky : Sania
- Alexander Levenchuk : Piotr

## Accueil
Le 6 avril 2013 il participa au 31e Festival international du film fantastique de Bruxelles.
Zombi kanikuly 3D fut projeté en Russie dans 330 salles entre le 15 au 25 août 2013. Avec ses 89760 spectateurs, ce film rapporta 757 238 $ de recettes.